# Chloropicus
Chloropicus — рід дятлоподібних птахів родини дятлових (Picidae). Представники цього роду мешкають в Африці на південь від Сахари.

## Систематика
Представників цього роду довгий час відносили до роду Савановий дятел (Dendropicos), однак за результатами молекулярно-генетичного дослідження, опублікованого в 2015 році, вони були віднесені до відновленого роду Chloropicus. Рід Chloropicus є сестринським по відношенню до роду Савановий дятел (Dendropicos).

## Види
Виділяють три види:
- Дятел бородатий (Chloropicus namaquus)
- Дятел строкатогрудий (Chloropicus xantholophus)
- Дятел червоночеревий (Chloropicus pyrrhogaster)

## Етимологія
Наукова назва роду Chloropicus походить від сполучення слів дав.-гр. χλωρος — зелений і лат. picus — дятел.